# Luke Slater
Luke Slater   (Reading, 12 de juny de 1968) és un músic d'electrònica anglès, DJ i productor discogràfic centrat en el tecno des de principis dels anys 1990 que va aconseguir un notable èxit comercial amb els temes «Love» (1997) i «All exhale» (1999). Slater també ha gravat i actuat amb diversos àlies i ha editat música amb més de 10 noms artístics diferents: els més coneguts són Planetary Assault Systems i LSD.

## Trajectòria
Nascut a Reading i criat a Horley, els primers assajos sonors de Slater van ser amb el magnetòfon de bobina oberta del seu pare i la seva època de bateria que el van portar a treballar en botigues de discos com Jelly Jam de Brighton. El 1988 Slater estava immers en la primera escena de l'acid-house, fent de DJ a la discoteca Heaven de Londres.
Slater va començar a publicar temes originals sota diversos àlies, després del seu debut amb el senzill de 1989 amb «Momentary vision». Després de publicar quatre àlbums a Peacefrog, va publicar el 1997 Freek Funk i Wireless dos anys més tard. Els seus temes «All exhale» (2000) i «Nothing at all» (2002) van assolir el número 74 i el número 70 respectivament a la UK Singles Chart. El seu primer volum de la sèrie de mescles Fear and loathing va aparèixer l'any 2001, amb el segell React. Alright on top (2002) va ser un «àlbum de cançons» amb veu de Ricky Barrows i d'altres. El segon volum de Fear and loathing va aparèixer a finals de 2004.
Slater ha publicat una mescla per a la Fabric DJ-mix series i ha reinventat innombrables temes en remescles d'artistes com Depeche Mode i Ken Ishii. El 2006 Slater va fundar el seu propi segell, Mote-Evolver, publicant edicions limitades de 12" i descàrregues digitals a través dels llocs web Mote-Evolver i NEWS. El 2014 va estrenar un pòdcast titulat The Spacestation.

## Discografia

### Com a Luke Slater
- X-Tront Vol. 2 (1993)
- Freek Funk (1997)
- Wireless (1999)
- Alright on Top (2002)

### Com a The 7th Plain
- My Yellow Wise Rug (1994)
- The 4 Cornered Room (1994)

### Com a Planetary Assault Systems
- The Drone Sector (1997)
- The Electric Funk Machine (1997)
- Atomic Funkster (2001)
- Temporary Suspension (2009)
- The Messenger (2011)
- Arc Angel (2016)
- Straight Shooting (2019)

### Com a LSD
- Process (2017)
- Second Process (2019)